# Torneo Argentino B 2003-04
El Torneo Argentino B 2003-04 fue la novena temporada de dicha competencia, correspondiente a la cuarta división del fútbol argentino. Participaron 128 equipos provenientes de 22 provincias, todas excepto Tierra del Fuego.
Se consagraron ganadores Desamparados de San Juan y Atlético Candelaria de Misiones. 
Por otro lado, Rosario Puerto Belgrano logró ascender mediante la promoción.
A su vez, también fue la última temporada del Argentino B como división intermedia entre las ligas regionales y el Torneo Argentino A, ya que en la siguiente se creó el Torneo del Interior.

## Ascensos y descensos
| Pos.     | Ascendidos del Argentino B 2002/03 |
| -------- | ---------------------------------- |
| 1.° Asc. | Guillermo Brown                    |
| 2.º Asc. | La Florida                         |
| Prom.    | Gimnasia y Esgrima (M)             |
| Prom.    | Unión (S)                          |

| Pos. | Descendidos del Argentino A 2002/03 |
| ---- | ----------------------------------- |
| 17.º | Juventud Alianza                    |
| 18.º | Independiente Villa Obrera          |
| 19.º | 9 de Julio (R)                      |
| 20.º | Estudiantes (RC)                    |

## Equipos participantes
| Grupo    | Club                                               | Ciudad                              | Provincia           | Liga de Origen                               |
| -------- | -------------------------------------------------- | ----------------------------------- | ------------------- | -------------------------------------------- |
| Grupo 1  | Club Atlético Huracán                              | Comodoro Rivadavia                  | Chubut              | Liga de Fútbol de Comodoro Rivadavia         |
| Grupo 1  | Club Deportivo Mar del Plata                       | Caleta Olivia                       | Santa Cruz          | Liga de Fútbol Norte de Santa Cruz           |
| Grupo 1  | Club Social y Deportivo Bancruz                    | Río Gallegos                        | Santa Cruz          | Liga de Fútbol Sur de Santa Cruz             |
| Grupo 1  | Club Social y Deportivo Lago Argentino             | El Calafate                         | Santa Cruz          | Liga de Fútbol Sur de Santa Cruz             |
| Grupo 2  | Club Atlético Jorge Newbery                        | Comodoro Rivadavia                  | Chubut              | Liga de fútbol de Comodoro Rivadavia         |
| Grupo 2  | Club Social y Deportivo Madryn                     | Puerto Madryn                       | Chubut              | Liga de fútbol Valle del Chubut              |
| Grupo 2  | Club Social, Cultural y Deportivo Belgrano         | Esquel                              | Chubut              | Liga de Fútbol del Oeste del Chubut          |
| Grupo 2  | Club Social, Deportivo y Cultural 3 de Mayo        | Bariloche                           | Río Negro           | Liga de fútbol de Bariloche                  |
| Grupo 3  | Asociación Civil Boca Unidos                       | Bariloche                           | Río Negro           | Liga de fútbol de Bariloche                  |
| Grupo 3  | Asociación Deportiva Centenario                    | Centenario                          | Neuquén             | Liga de Fútbol del Neuquén                   |
| Grupo 3  | Club Deportivo Mac Allister                        | Santa Rosa                          | La Pampa            | Liga Cultural de fútbol                      |
| Grupo 3  | Unión Deportiva Catriel                            | Catriel                             | Río Negro           | Liga Deportiva Confluencia                   |
| Grupo 4  | Club Atlético Neuquén                              | Neuquén                             | Neuquén             | Liga de fútbol del Neuquén                   |
| Grupo 4  | Club Social y Deportivo General Roca               | General Roca                        | Río Negro           | Liga Deportiva Confluencia                   |
| Grupo 4  | Club Sol de Mayo                                   | Viedma                              | Río Negro           | Liga Rionegrina de fútbol                    |
| Grupo 4  | Sportsman Club                                     | Choele Choel                        | Río Negro           | Liga Regional de fútbol Avellaneda           |
| Grupo 5  | Asociación Cultural y Deportiva Altos Hornos Zapla | Palpalá                             | Jujuy               | Liga Jujeña de Fútbol                        |
| Grupo 5  | Asociación de Tiro y Deportes Río Grande           | La Mendieta                         | Jujuy               | Liga Regional Jujeña de Fútbol               |
| Grupo 5  | Club Atlético Ledesma                              | Libertador General San Martín       | Jujuy               | Liga Regional Jujeña de Fútbol               |
| Grupo 5  | Club Deportivo Campo Durán                         | Aguaray                             | Salta               | Liga Departamental de Gral. San Martín       |
| Grupo 6  | Club Atlético Central Norte                        | Salta                               | Salta               | Liga Salteña de Fútbol                       |
| Grupo 6  | Club Atlético General Lavalle                      | Jujuy                               | Jujuy               | Liga Jujeña de Fútbol                        |
| Grupo 6  | Club General San Martín                            | Salta                               | Salta               | Liga Salteña de Fútbol                       |
| Grupo 6  | Club Sportivo Rivadavia                            | El Carmen                           | Jujuy               | Liga Departamental de fútbol de El Carmen    |
| Grupo 7  | Club Atlético Concepción                           | Banda del Río Salí                  | Tucumán             | Liga Tucumana de Fútbol                      |
| Grupo 7  | Club Deportivo y Social Rivadavia                  | Cafayate                            | Salta               | Liga Calchaquí de fútbol                     |
| Grupo 7  | Club Nueva Chicago                                 | Belén                               | Catamarca           | Liga Belenista de fútbol                     |
| Grupo 7  | Concepción FC                                      | Concepción                          | Tucumán             | Liga Tucumana de Fútbol                      |
| Grupo 8  | Club Atlético Sarmiento                            | La Banda                            | Santiago del Estero | Liga Santiagueña de Fútbol                   |
| Grupo 8  | Club Atlético Estudiantes                          | Santiago del Estero                 | Santiago del Estero | Liga Santiagueña de Fútbol                   |
| Grupo 8  | Club Deportivo Villa Paulina                       | Frías                               | Santiago del Estero | Liga Cultural de fútbol de Frías             |
| Grupo 8  | Club Villa Dolores                                 | Villa Dolores                       | Catamarca           | Liga Chacarera de fútbol                     |
| Grupo 9  | Club Atlético Policial                             | San Fernando del Valle de Catamarca | Catamarca           | Liga Catamarqueña de fútbol                  |
| Grupo 9  | Club Atlético San Lorenzo de Alem                  | San Fernando del Valle de Catamarca | Catamarca           | Liga Catamarqueña de fútbol                  |
| Grupo 9  | Club Atlético Chilecito                            | Chilecito                           | La Rioja            | Liga Chileciteña de fútbol                   |
| Grupo 9  | Club Progreso                                      | Tinogasta                           | Catamarca           | Liga Tinogasteña de fútbol                   |
| Grupo 10 | Andino Sport Club                                  | La Rioja                            | La Rioja            | Liga Riojana de fútbol                       |
| Grupo 10 | Juventud Alianza                                   | Santa Lucía                         | San Juan            | Liga Sanjuanina de fútbol                    |
| Grupo 10 | Club Atlético Independiente Villa Obrera           | Villa Obrera                        | San Juan            | Liga Sanjuanina de fútbol                    |
| Grupo 10 | Club Atlético Independiente                        | Chilecito                           | La Rioja            | Liga Chileciteña de fútbol                   |
| Grupo 11 | Club Atlético Concarán                             | Concarán                            | San Luis            | Liga Sanluiseña de fútbol                    |
| Grupo 11 | Club Atlético Unión                                | Villa Krause                        | San Juan            | Liga Sanjuanina de fútbol                    |
| Grupo 11 | Club Sportivo Desamparados                         | San Juan                            | San Juan            | Liga Sanjuanina de fútbol                    |
| Grupo 11 | Club Sportivo Pueyrredón                           | Villa Mercedes                      | San Luis            | Liga de Fútbol de Villa Mercedes             |
| Grupo 12 | Club Atlético Palmira                              | Palmira                             | Mendoza             | Liga Mendocina de fútbol                     |
| Grupo 12 | Club Deportivo y Social Guaymallén                 | Rodeo de la Cruz                    | Mendoza             | Liga Mendocina de fútbol                     |
| Grupo 12 | Club Social y Deportivo Constitución               | San Rafael                          | Mendoza             | Liga Sanrafaelina de fútbol                  |
| Grupo 12 | Sport Club Pacífico                                | General Alvear                      | Mendoza             | Liga Alvearense de Fútbol                    |
| Grupo 13 | Asociación Atlética Estudiantes                    | Río Cuarto                          | Córdoba             | Liga Regional de fútbol de Río Cuarto        |
| Grupo 13 | Club Deportivo Arizona                             | Arizona                             | San Luis            | Liga Sanluiseña de fútbol                    |
| Grupo 13 | Club Deportivo y Cultural Serrano                  | Serrano                             | Córdoba             | Liga Regional de fútbol de Laboulaye         |
| Grupo 13 | Club Sportivo y Biblioteca Atenas                  | Río Cuarto                          | Córdoba             | Liga Regional de fútbol de Río Cuarto        |
| Grupo 14 | Asociación Deportiva 9 de Julio                    | Morteros                            | Córdoba             | Liga Regional de Fútbol San Francisco        |
| Grupo 14 | Club Atlético Avellaneda                           | Córdoba                             | Córdoba             | Liga Cordobesa de Fútbol                     |
| Grupo 14 | Club Sportivo Belgrano                             | San Francisco                       | Córdoba             | Liga Regional de Fútbol San Francisco        |
| Grupo 14 | Escuela Presidente Roca                            | Córdoba                             | Córdoba             | Liga Cordobesa de Fútbol                     |
| Grupo 15 | Club Atlético Alumni                               | Villa María                         | Córdoba             | Liga Villamariense de fútbol                 |
| Grupo 15 | Complejo Deportivo Teniente Origone                | Justiniano Posse                    | Córdoba             | Liga Bellvillense de fútbol                  |
| Grupo 15 | Ateneo Vecinos Barrio Argentino                    | General Cabrera                     | Córdoba             | Liga Regional de fútbol de Río Cuarto        |
| Grupo 15 | Club Sportivo 9 de Julio                           | Río Tercero                         | Córdoba             | Liga Regional Riotercerense de fútbol        |
| Grupo 16 | Club Atlético Huracán                              | Montecarlo                          | Misiones            | Liga de fútbol de Eldorado                   |
| Grupo 16 | Club Atlético River Plate                          | Villa Bonita                        | Misiones            | Liga Regional Obereña de fútbol              |
| Grupo 16 | Club Deportivo Guaraní Antonio Franco              | Posadas                             | Misiones            | Liga Posadeña de fútbol                      |
| Grupo 16 | Club Sportivo Eldorado                             | Eldorado                            | Misiones            | Liga de fútbol de Eldorado                   |
| Grupo 17 | Club Atlético Boca Unidos                          | Corrientes                          | Corrientes          | Liga Correntina de fútbol                    |
| Grupo 17 | Club Atlético Campo Grande                         | Campo Grande                        | Misiones            | Liga Posadeña de fútbol                      |
| Grupo 17 | Club Atlético Candelaria                           | Candelaria                          | Misiones            | Liga Posadeña de fútbol                      |
| Grupo 17 | Crisol de San Martín                               | Gobernador Virasoro                 | Corrientes          | Liga Santotomeña de fútbol                   |
| Grupo 18 | Club Atlético y Social A.P.I.N.T.A.                | Mercedes                            | Corrientes          | Liga Mercedeña de fútbol                     |
| Grupo 18 | Club Deportivo Victoria                            | Curuzú Cuatiá                       | Corrientes          | Liga de fútbol General Belgrano              |
| Grupo 18 | Club Social y Deportivo Federación                 | Federación                          | Entre Ríos          | Liga de fútbol de Chajarí                    |
| Grupo 18 | Club Social y Deportivo Puente Seco                | Paso de los Libres                  | Corrientes          | Liga Libreña de fútbol                       |
| Grupo 19 | Club Atlético Uruguay                              | Concepción del Uruguay              | Entre Ríos          | Liga de fútbol de Concepción del Uruguay     |
| Grupo 19 | Club Central Entrerriano                           | Gualeguaychú                        | Entre Ríos          | Liga Departamental de fútbol de Gualeguaychú |
| Grupo 19 | Club Defensores del Sur                            | Federal                             | Entre Ríos          | Liga Federalense de fútbol                   |
| Grupo 19 | Club Sportivo Las Heras                            | Concordia                           | Entre Ríos          | Liga Concordiense de fútbol                  |
| Grupo 20 | Club Atlético Hernandarias                         | Hernandarias                        | Entre Ríos          | Liga de fútbol de Paraná Campaña             |
| Grupo 20 | Club Atlético Paraná                               | Paraná                              | Entre Ríos          | Liga Paranaense de fútbol                    |
| Grupo 20 | Club Atlético Patronato de la Juventud Católica    | Paraná                              | Entre Ríos          | Liga Paranaense de fútbol                    |
| Grupo 20 | Club Deportivo y Social Strobel                    | Strobel                             | Entre Ríos          | Liga Diamantina de fútbol                    |
| Grupo 21 | Club Atlético 9 de Julio                           | Rafaela                             | Santa Fe            | Liga Rafaelina de fútbol                     |
| Grupo 21 | Club Atlético Central Norte Argentino              | Resistencia                         | Chaco               | Liga Chaqueña de fútbol                      |
| Grupo 21 | Club Atlético Chaco For Ever                       | Resistencia                         | Chaco               | Liga Chaqueña de fútbol                      |
| Grupo 21 | Club Social y Deportivo Textil Mandiyú             | Corrientes                          | Corrientes          | Liga Correntina de fútbol                    |
| Grupo 22 | Club Atlético 1.º de Mayo                          | Formosa                             | Formosa             | Liga Formoseña de fútbol                     |
| Grupo 22 | Club Sportivo, Social y Cultural Chacra 8          | Formosa                             | Formosa             | Liga Formoseña de fútbol                     |
| Grupo 22 | Club Social y Deportivo Pilcomayo                  | Puerto Pilcomayo                    | Formosa             | Liga Clorindense de fútbol                   |
| Grupo 22 | C.A.C.U.(Cooperativa Agrícola Colonos Unidos)      | Campo Largo                         | Chaco               | Liga Saenzpeñense de fútbol                  |
| Grupo 23 | Club Atlético Argentino Quilmes                    | Rafaela                             | Santa Fe            | Liga Rafaelina de fútbol                     |
| Grupo 23 | Club Atlético San Jorge                            | San Jorge                           | Santa Fe            | Liga Departamental de fútbol San Martín      |
| Grupo 23 | Club Colón de San Justo                            | San Justo                           | Santa Fe            | Liga Santafesina de Fútbol                   |
| Grupo 23 | Club Deportivo Libertad                            | Sunchales                           | Santa Fe            | Liga Rafaelina de fútbol                     |
| Grupo 24 | Club Atlético Americano                            | Carlos Pellegrini                   | Santa Fe            | Liga Departamental de fútbol San Martín      |
| Grupo 24 | Club Atlético La Perla del Oeste                   | Recreo                              | Santa Fe            | Liga Santafesina de Fútbol                   |
| Grupo 24 | Club Atlético y Social Lavalle                     | Rosario                             | Santa Fe            | Asociación Rosarina de Fútbol                |
| Grupo 24 | Sportivo Atlético Club                             | Las Parejas                         | Santa Fe            | Liga Cañadense de Fútbol                     |
| Grupo 25 | Club Atlético Alvarado                             | Mar del Plata                       | Buenos Aires        | Liga Marplatense de fútbol                   |
| Grupo 25 | Club Atlético Banfield                             | Mar del Plata                       | Buenos Aires        | Liga Marplatense de fútbol                   |
| Grupo 25 | Club Atlético Sporting                             | Punta Alta                          | Buenos Aires        | Liga del Sur                                 |
| Grupo 25 | Club Rosario Puerto Belgrano                       | Punta Alta                          | Buenos Aires        | Liga del Sur                                 |
| Grupo 26 | Club Atlético Leandro N. Alem                      | Coronel Pringles                    | Buenos Aires        | Liga Pringles de fútbol                      |
| Grupo 26 | Club Atlético Mataderos                            | Necochea                            | Buenos Aires        | Liga Necochense de fútbol                    |
| Grupo 26 | Club Atlético y Biblioteca Ferrocarril Sud         | Tandil                              | Buenos Aires        | Liga Tandilense de fútbol                    |
| Grupo 26 | Club Deportivo Independencia                       | Adolfo Gonzales Chaves              | Buenos Aires        | Liga Regional Tresarroyense de fútbol        |
| Grupo 27 | Ateneo Cultural y Deportivo José M. Estrada        | Ayacucho                            | Buenos Aires        | Liga Ayacuchense de fútbol                   |
| Grupo 27 | Club Ferrocarril Roca                              | Las Flores                          | Buenos Aires        | Liga de fútbol de Las Flores                 |
| Grupo 27 | Club Atlético San Vicente                          | Pinamar                             | Buenos Aires        | Liga Madariaguense de fútbol                 |
| Grupo 27 | Club Social y Deportivo Santamarina                | Tandil                              | Buenos Aires        | Liga Tandilense de fútbol                    |
| Grupo 28 | Bragado Club                                       | Bragado                             | Buenos Aires        | Liga Bragadense de fútbol                    |
| Grupo 28 | Club Atlético 9 de Julio                           | Nueve de Julio                      | Buenos Aires        | Liga Nuevejuliense de fútbol                 |
| Grupo 28 | Racing Athletic Club                               | Olavarría                           | Buenos Aires        | Liga de fútbol de Olavarría                  |
| Grupo 28 | Club Unión Apeadero                                | Saladillo                           | Buenos Aires        | Liga Deportiva de Saladillo                  |
| Grupo 29 | Club Atlético Chascomús                            | Chascomús                           | Buenos Aires        | Liga Chascomunense de fútbol                 |
| Grupo 29 | Club Atlético Defensores del Chaco                 | Moreno                              | Buenos Aires        | Liga Lujanense de fútbol                     |
| Grupo 29 | Club Atlético Estrella                             | Berisso                             | Buenos Aires        | Liga Amateur Platense de fútbol              |
| Grupo 29 | Sportivo José C. Paz                               | José C. Paz                         | Buenos Aires        | Liga Escobarense de Fútbol                   |
| Grupo 30 | Club Atlético El Linqueño                          | Lincoln                             | Buenos Aires        | Liga Amateur de Deportes (Lincoln)           |
| Grupo 30 | Club Atlético Compañía General                     | Salto                               | Buenos Aires        | Liga de fútbol de Salto                      |
| Grupo 30 | Club Mercedes                                      | Mercedes                            | Buenos Aires        | Liga Mercedina de fútbol                     |
| Grupo 30 | Club Rivadavia                                     | Lincoln                             | Buenos Aires        | Liga Deportiva del Oeste (Junín)             |
| Grupo 31 | Club Atlético Juventud                             | Pergamino                           | Buenos Aires        | Liga de fútbol Pergamino                     |
| Grupo 31 | Club Deportivo San Carlos                          | Capitán Sarmiento                   | Buenos Aires        | Liga Deportiva de San Antonio de Areco       |
| Grupo 31 | Club Sportivo Barracas                             | Colón                               | Buenos Aires        | Liga Deportiva de Colón                      |
| Grupo 31 | Paraná FC                                          | San Pedro                           | Buenos Aires        | Liga Deportiva Sampedrina                    |
| Grupo 32 | Club Atlético Aprendices Casildenses               | Casilda                             | Santa Fe            | Liga Casildense de Fútbol                    |
| Grupo 32 | Club Atlético Defensores Unidos                    | Rosario                             | Santa Fe            | Asociación Rosarina de Fútbol                |
| Grupo 32 | Club Atlético y Social Defensores de Belgrano      | Villa Ramallo                       | Buenos Aires        | Liga Nicoleña de fútbol                      |
| Grupo 32 | Club Social y Deportivo La Emilia                  | La Emilia                           | Buenos Aires        | Liga Nicoleña de fútbol                      |

### Distribución geográfica
| Región              | Cant. | Equipos |
| ------------------- | ----- | --- |
| Buenos Aires        | 30    | 9 de Julio (Nueve de Julio), Alvarado, Atlético Chascomús, Atlético San Vicente (Pinamar), Banfield (Mar del Plata), Bragado Club, Club Mercedes, Compañía General (Salto), Defensores de Belgrano (Villa Ramallo), Defensores del Chaco (Moreno), Deportivo José M. Estrada (Ayacucho), Deportivo San Carlos (Sarmiento), El Linqueño, Estrella (Berisso), Ferrocarril Roca (Las Flores), Ferrocarril Sud (Tandil), Independencia (Gonzales Chávez), Juventud (Pergamino), La Emilia, Leandro N. Alem (Pringles), Mataderos (Necochea), Paraná FC (San Pedro), Racing (O), Rivadavia (Lincoln), Rosario Puerto Belgrano , Santamarina, Sporting (Punta Alta), Sportivo José C. Paz, Sportivo Barracas (Colón) y Unión Apeadero |
| Córdoba             | 11    | 9 de Julio (Morteros), 9 de Julio (Río Tercero), Alumni (VM), Atenas (Río Cuarto), Atlético Avellaneda, Cultural Serrano, Complejo Deportivo, Escuela Presidente Roca, Estudiantes (Río IV), Sportivo Belgrano y Vecinos Barrio Argentino |
| Santa Fe            | 11    | 9 de Julio (Rafaela), Americano (Carlos Pellegrini), Aprendices Casildenses, Argentino Quilmes, San Jorge, Colón (San Justo), Defensores Unidos (Rosario), La Perla del Oeste, Libertad (Sunchales), Sportivo AC (Las Parejas) y Social Lavalle |
| Entre Ríos          | 9     | Atlético Paraná, Atlético Uruguay, Central Entrerriano , Defensores del Sur, Deportivo Federación, Deportivo Las Heras (Concordia), Hernandarias, Patronato y Social Strobel |
| Corrientes          | 6     | A.P.I.N.T.A., Boca Unidos, Crisol de San Martín, Deportivo Puente Seco, Deportivo Victoria y Textil Mandiyú |
| Misiones            | 6     | Atlético Candelaria, Campo Grande, Guaraní Antonio Franco, Huracán (Monte Carlo), River Plate (Villa Bonita) y Sportivo Eldorado |
| Río Negro           | 6     | 3 de Mayo, Boca Unidos (Bariloche), Deportivo Roca, Sol de Mayo, Sportsman (Choele-Choel) y Unión Deportiva Catriel |
| Catamarca           | 5     | Nueva Chicago, Policial, Progreso, San Lorenzo de Alem y Villa Dolores |
| Jujuy               | 5     | Altos Hornos Zapla, Atlético Ledesma, General Lavalle , Sportivo Rivadavia y Tiro y Deportes Río Grande |
| Chubut              | 4     | Belgrano (Esquel), Deportivo Madryn, Huracán (Comodoro Rivadavia) y Jorge Newbery (Comodoro Rivadavia) |
| Mendoza             | 4     | Atlético Palmira, Constitución, Deportivo Guaymallén y SC Pacífico |
| Salta               | 4     | Campo Durán, Central Norte, General San Martín y Rivadavia (Cafayate) |
| San Juan            | 4     | Independiente Villa Obrera, Juventud Alianza, Desamparados y Unión (VK) |
| Chaco               | 3     | Central Norte Argentino, Chaco For Ever y C.A.C.U.(Cooperativa Agrícola Colonos Unidos) |
| Formosa             | 3     | Atlético 1.º de Mayo, Chacra 8 y Deportivo Pilcomayo |
| La Rioja            | 3     | Andino Sport Club, Chilecito e Independiente |
| San Luis            | 3     | Atlético Concarán, Deportivo Arizona y Sportivo Pueyrredón |
| Santa Cruz          | 3     | Bancruz, Deportivo Mar del Plata y Lago Argentino |
| Santiago del Estero | 3     | Estudiantes, Sarmiento y Villa Paulina |
| Tucumán             | 2     | Atlético Concepción y Concepción FC |
| Neuquén             | 2     | Atlético Neuquén y Centenario |
| La Pampa            | 1     | Club Deportivo Mac Allister |
| Total               | 128   | |

## Sistema de disputa
Primera fase
Los ciento veintiocho (128) participantes fueron distribuidos en 32 grupos. Allí se enfrentaron todos contra todos a dos ruedas entre los equipos dentro de su grupo, clasificándose a la Segunda fase los dos primeros de cada uno.
Fase de eliminaciones directas
Contó con la participación de sesenta y cuatro (64) clubes divididos en dos grupos de treinta y dos (32) cada uno.
Dentro de cada grupo, los clubes se agruparon en parejas según cercanía geográfica y se enfrentaban en duelos de ida y vuelta, donde se consagraba ganador del duelo aquel equipo con mayor cantidad de puntos dentro de la pareja o quien más goles haya convertido. De persistir la igualdad, se recurría a tiros desde el punto penal.
La fase de eliminaciones directas estuvo subdividida en cinco etapas
- Segunda fase: participaron los treinta y dos correspondientes a cada grupo.
- Tercera fase: participaron los dieciséis ganadores de los duelos de segunda fase.
- Cuarta fase: participaron los ocho ganadores de los duelos de tercera fase.
- Quinta fase: participaron los cuatro ganadores de los duelos de cuarta fase.
- Finales: participaron los dos ganadores de los duelos de quinta fase. Los ganadores lograron el ascenso, mientras que los perdedores disputaron los duelos de promoción contra dos equipos provenientes del Torneo Argentino A 2002/03.

## Primera fase

### Grupos 1 a 8
Grupo 1
| Grupo 1 | Grupo 1                       | Grupo 1 | Grupo 1 | Grupo 1 | Grupo 1 | Grupo 1 | Grupo 1 | Grupo 1 | Grupo 1 |
| Equipo  | Equipo                        | Pts     | PJ      | PG      | PE      | PP      | GF      | GC      | DIF     |
| ------- | ----------------------------- | ------- | ------- | ------- | ------- | ------- | ------- | ------- | ------- |
| 1º      | Huracán (Comodoro Rivadavia)  | 14      | 6       | 4       | 2       | 0       | 15      | 6       | 9       |
| 2º      | Bancruz (Río Gallegos)        | 11      | 6       | 3       | 2       | 1       | 7       | 2       | 5       |
| 3º      | Lago Argentino (El Calafate)  | 6       | 6       | 2       | 0       | 4       | 7       | 11      | -4      |
| 4º      | Mar del Plata (Caleta Olivia) | 3       | 6       | 1       | 0       | 5       | 5       | 15      | -10     |

|  | Clasificado a la siguiente fase. |

| Huracán (CR)   | 1 - 1 | Bancruz       |
| Lago Argentino | 0 - 2 | Mar del Plata |

| Mar del Plata | 2 - 4 | Huracán (CR)   |
| Bancruz       | 2 - 0 | Lago Argentino |

| Huracán (CR)  | 4 - 0 | Lago Argentino |
| Mar del Plata | 1 - 3 | Bancruz        |

| Bancruz        | 1 - 0 | Mar del Plata |
| Lago Argentino | 1 - 2 | Huracán (CR)  |

| Huracán (CR)   | 4 - 0 | Mar del Plata |
| Lago Argentino | 1 - 0 | Bancruz       |

| Bancruz       | 0 - 0 | Huracán (CR)   |
| Mar del Plata | 1 - 3 | Lago Argentino |

Grupo 2
| Grupo 2 | Grupo 2                           | Grupo 2 | Grupo 2 | Grupo 2 | Grupo 2 | Grupo 2 | Grupo 2 | Grupo 2 | Grupo 2 |
| Equipo  | Equipo                            | Pts     | PJ      | PG      | PE      | PP      | GF      | GC      | DIF     |
| ------- | --------------------------------- | ------- | ------- | ------- | ------- | ------- | ------- | ------- | ------- |
| 1º      | Deportivo Madryn (Puerto Madryn)  | 16      | 6       | 5       | 1       | 0       | 21      | 2       | 19      |
| 2º      | Jorge Newbery (Comodro Rivadavia) | 10      | 6       | 3       | 1       | 2       | 12      | 11      | 1       |
| 3º      | Belgrano (Esquel)                 | 4       | 6       | 1       | 1       | 4       | 9       | 11      | -2      |
| 4º      | 3 de Mayo (Bariloche)             | 4       | 6       | 1       | 1       | 4       | 4       | 22      | -18     |

|  | Clasificado a la siguiente fase. |

| Deportivo Madryn | 3 - 0 | Jorge Newbery (CR) |
| Belgrano (E)     | 5 - 0 | 3 de Mayo          |

| Jorge Newbery (CR) | 3 - 1 | Belgrano (E)     |
| 3 de Mayo          | 0 - 7 | Deportivo Madryn |

| Deportivo Madryn | 1 - 1 | Belgrano (E)       |
| 3 de Mayo        | 2 - 2 | Jorge Newbery (CR) |

| Belgrano (E)       | 0 - 3 | Deportivo Madryn |
| Jorge Newbery (CR) | 3 - 1 | 3 de Mayo        |

| Belgrano (E)     | 2 - 3 | Jorge Newbery (CR) |
| Deportivo Madryn | 5 - 0 | 3 de Mayo          |

| Jorge Newbery (CR) | 1 - 2 | Deportivo Madryn |
| 3 de Mayo          | 1 - 0 | Belgrano (E)     |

Grupo 3
| Grupo 3 | Grupo 3                 | Grupo 3 | Grupo 3 | Grupo 3 | Grupo 3 | Grupo 3 | Grupo 3 | Grupo 3 | Grupo 3 |
| Equipo  | Equipo                  | Pts     | PJ      | PG      | PE      | PP      | GF      | GC      | DIF     |
| ------- | ----------------------- | ------- | ------- | ------- | ------- | ------- | ------- | ------- | ------- |
| 1º      | Deportivo Mac Allister  | 16      | 6       | 5       | 1       | 0       | 14      | 1       | 13      |
| 2º      | Centenario (Neuquén)    | 13      | 6       | 4       | 1       | 1       | 11      | 6       | 5       |
| 3º      | Boca Unidos (Bariloche) | 4       | 6       | 1       | 1       | 4       | 5       | 10      | -5      |
| 4º      | Unión Deportiva Catriel | 1       | 6       | 0       | 1       | 5       | 4       | 17      | -13     |

|  | Clasificado a la siguiente fase. |

| Deportivo Mac Allister | 0 - 0 | Centenario |
| Boca Unidos            | 5 - 1 | UD Catriel |

| UD Catriel | 0 - 2 | Deportivo Mac Allister |
| Centenario | 1 - 0 | Boca Unidos            |

| Deportivo Mac Allister | 6 - 0 | Boca Unidos |
| Centenario             | 4 - 3 | UD Catriel  |

| Boca Unidos | 0 - 1 | Deportivo Mac Allister |
| UD Catriel  | 0 - 4 | Centenario             |

| Deportivo Mac Allister | 6 - 0 | UD Catriel |
| Boca Unidos            | 0 - 1 | Centenario |

| Centenario | 1 - 3 | Deportivo Mac Allister |
| UD Catriel | 0 - 0 | Boca Unidos            |

Grupo 4
| Grupo 4 | Grupo 4                       | Grupo 4 | Grupo 4 | Grupo 4 | Grupo 4 | Grupo 4 | Grupo 4 | Grupo 4 | Grupo 4 |
| Equipo  | Equipo                        | Pts     | PJ      | PG      | PE      | PP      | GF      | GC      | DIF     |
| ------- | ----------------------------- | ------- | ------- | ------- | ------- | ------- | ------- | ------- | ------- |
| 1º      | Sol de Mayo (Viedma)          | 12      | 6       | 4       | 0       | 2       | 7       | 7       | 0       |
| 2º      | Deportivo Roca (General Roca) | 9       | 6       | 3       | 0       | 3       | 7       | 5       | 2       |
| 3º      | Sportsman (Choele-Choel)      | 7       | 6       | 2       | 1       | 3       | 8       | 9       | -1      |
| 4º      | Atlético Neuquén              | 7       | 6       | 2       | 1       | 3       | 5       | 6       | -1      |

|  | Clasificado a la siguiente fase. |

| Sol de Mayo | 1 - 0 | Deportivo Roca |
| Sportsman   | 1 - 1 | Atl. Neuquén   |

| Sportsman    | 2 - 3 | Sol de Mayo    |
| Atl. Neuquén | 0 - 1 | Deportivo Roca |

| Deportivo Roca | 0 - 1 | Sportsman   |
| Atl. Neuquén   | 0 - 1 | Sol de Mayo |

| Sportsman   | 2 - 1 | Deportivo Roca |
| Sol de Mayo | 0 - 1 | Atl. Neuquén   |

| Sol de Mayo    | 2 - 1 | Sportsman    |
| Deportivo Roca | 2 - 1 | Atl. Neuquén |

| Deportivo Roca | 3 - 0 | Sol de Mayo |
| Atl. Neuquén   | 2 - 1 | Sportsman   |

Grupo 5
| Grupo 5 | Grupo 5                                  | Grupo 5 | Grupo 5 | Grupo 5 | Grupo 5 | Grupo 5 | Grupo 5 | Grupo 5 | Grupo 5 |
| Equipo  | Equipo                                   | Pts     | PJ      | PG      | PE      | PP      | GF      | GC      | DIF     |
| ------- | ---------------------------------------- | ------- | ------- | ------- | ------- | ------- | ------- | ------- | ------- |
| 1º      | Atlético Ledesma (Gral. San Martín)      | 13      | 6       | 4       | 1       | 1       | 12      | 4       | 8       |
| 2º      | Altos Hornos Zapla (Palpalá)             | 10      | 6       | 3       | 1       | 2       | 3       | 3       | 0       |
| 3º      | Río Grande (Libertador Gral. San Martín) | 8       | 6       | 2       | 2       | 2       | 7       | 5       | 2       |
| 4º      | Campo Durán (Tartagal)                   | 3       | 6       | 1       | 0       | 5       | 1       | 11      | -10     |

|  | Clasificado a la siguiente fase. |

| Atl. Ledesma | 1 - 0   | Altos Hornos Zapla |
| Río Grande   | PG - PP | Campo Durán        |

| Campo Durán        | 0 - 2 | Atl. Ledesma |
| Altos Hornos Zapla | 0 - 0 | Río Grande   |

| Altos Hornos Zapla | 1 - 0 | Campo Durán  |
| Río Grande         | 2 - 2 | Atl. Ledesma |

| Atl. Ledesma | 2 - 1 | Río Grande         |
| Campo Durán  | 0 - 1 | Altos Hornos Zapla |

| Río Grande   | 2 - 0 | Altos Hornos Zapla |
| Atl. Ledesma | 5 - 0 | Campo Durán        |

| Altos Hornos Zapla | 1 - 0 | Atl. Ledesma |
| Campo Durán        | 1 - 0 | Río Grande   |

Grupo 6
| Grupo 6 | Grupo 6                        | Grupo 6 | Grupo 6 | Grupo 6 | Grupo 6 | Grupo 6 | Grupo 6 | Grupo 6 | Grupo 6 |
| Equipo  | Equipo                         | Pts     | PJ      | PG      | PE      | PP      | GF      | GC      | DIF     |
| ------- | ------------------------------ | ------- | ------- | ------- | ------- | ------- | ------- | ------- | ------- |
| 1º      | Central Norte (Salta)          | 14      | 6       | 4       | 2       | 0       | 15      | 2       | 13      |
| 2º      | Sportivo Rivadavia (El Carmen) | 11      | 6       | 3       | 2       | 1       | 7       | 7       | 0       |
| 3º      | General Lavalle (Jujuy)        | 7       | 6       | 2       | 1       | 3       | 9       | 12      | -3      |
| 4º      | Gral. San Martín (Salta)       | 1       | 6       | 0       | 1       | 5       | 4       | 14      | -10     |

|  | Clasificado a la siguiente fase. |

| Central Norte | 3 - 0 | Sportivo Rivadavia |
| Gral. Lavalle | 3 - 0 | Gral. San Martín   |

| Gral. Lavalle    | 0 - 3 | Central Norte      |
| Gral. San Martín | 1 - 2 | Sportivo Rivadavia |

| Central Norte | 1 - 1 | Gral. San Martín   |
| Gral. Lavalle | 1 - 1 | Sportivo Rivadavia |

| Sportivo Rivadavia | 2 - 1 | Gral. Lavalle |
| Gral. San Martín   | 0 - 3 | Central Norte |

| Central Norte      | 4 - 0 | Gral. Lavalle    |
| Sportivo Rivadavia | 1 - 0 | Gral. San Martín |

| Sportivo Rivadavia | 1 - 1 | Central Norte |
| Gral. San Martín   | 2 - 4 | Gral. Lavalle |

Grupo 7
| Grupo 7 | Grupo 7               | Grupo 7 | Grupo 7 | Grupo 7 | Grupo 7 | Grupo 7 | Grupo 7 | Grupo 7 | Grupo 7 |
| Equipo  | Equipo                | Pts     | PJ      | PG      | PE      | PP      | GF      | GC      | DIF     |
| ------- | --------------------- | ------- | ------- | ------- | ------- | ------- | ------- | ------- | ------- |
| 1º      | Concepción FC         | 16      | 6       | 5       | 1       | 0       | 18      | 4       | 14      |
| 2º      | Atlético Concepción   | 11      | 6       | 3       | 2       | 1       | 25      | 5       | 20      |
| 3º      | Rivadavia (Cafayate)  | 7       | 6       | 2       | 1       | 3       | 5       | 14      | -9      |
| 4º      | Nueva Chicago (Belén) | 0       | 6       | 0       | 0       | 6       | 3       | 28      | -25     |

|  | Clasificado a la siguiente fase. |

| Concepción FC       | 7 - 1 | Nueva Chicago |
| Atlético Concepción | 6 - 1 | Rivadavia     |

| Rivadavia     | 0 - 1 | Concepción FC       |
| Nueva Chicago | 0 - 3 | Atlético Concepción |

| Atlético Concepción | 1 - 2 | Concepción FC |
| Nueva Chicago       | 0 - 1 | Rivadavia     |

| Concepción FC | 1 - 1 | Atlético Concepción |
| Rivadavia     | 2 - 1 | Nueva Chicago       |

| Concepción FC       | 5 - 0  | Rivadavia     |
| Atlético Concepción | 13 - 0 | Nueva Chicago |

| Nueva Chicago | 1 - 2 | Concepción FC       |
| Rivadavia     | 1 - 1 | Atlético Concepción |

Grupo 8
| Grupo 8 | Grupo 8                           | Grupo 8 | Grupo 8 | Grupo 8 | Grupo 8 | Grupo 8 | Grupo 8 | Grupo 8 | Grupo 8 |
| Equipo  | Equipo                            | Pts     | PJ      | PG      | PE      | PP      | GF      | GC      | DIF     |
| ------- | --------------------------------- | ------- | ------- | ------- | ------- | ------- | ------- | ------- | ------- |
| 1º      | Villa Dolores                     | 11      | 6       | 3       | 2       | 1       | 8       | 6       | 2       |
| 2º      | Sarmiento (La Banda)              | 10      | 6       | 2       | 4       | 0       | 6       | 3       | 3       |
| 3º      | Estudiantes (Santiago del Estero) | 9       | 6       | 2       | 3       | 1       | 11      | 7       | 4       |
| 4º      | Villa Paulina (Frías)             | 1       | 6       | 0       | 1       | 5       | 4       | 13      | -9      |

|  | Clasificado a la siguiente fase. |

| Villa Dolores     | 1 - 1 | Sarmiento (LB) |
| Estudiantes (SdE) | 2 - 0 | Villa Paulina  |

| Villa Paulina  | 1 - 2 | Villa Dolores     |
| Sarmiento (LB) | 0 - 0 | Estudiantes (SdE) |

| Estudiantes (SdE) | 2 - 2 | Villa Dolores |
| Sarmiento (LB)    | 3 - 1 | Villa Paulina |

| Villa Paulina | 0 - 0 | Sarmiento (LB)    |
| Villa Dolores | 2 - 1 | Estudiantes (SdE) |

| Villa Dolores     | 1 - 0 | Villa Paulina  |
| Estudiantes (SdE) | 1 - 1 | Sarmiento (LB) |

| Sarmiento (LB) | 1 - 0 | Villa Dolores     |
| Villa Paulina  | 2 - 5 | Estudiantes (SdE) |

### Grupos 9 a 16
Grupo 9
| Grupo 9 | Grupo 9                         | Grupo 9 | Grupo 9 | Grupo 9 | Grupo 9 | Grupo 9 | Grupo 9 | Grupo 9 | Grupo 9 |
| Equipo  | Equipo                          | Pts     | PJ      | PG      | PE      | PP      | GF      | GC      | DIF     |
| ------- | ------------------------------- | ------- | ------- | ------- | ------- | ------- | ------- | ------- | ------- |
| 1º      | Atlético Policial (Catamarca)   | 12      | 6       | 4       | 0       | 2       | 12      | 5       | 7       |
| 2º      | San Lorenzo de Alem (Catamarca) | 12      | 6       | 4       | 0       | 2       | 10      | 4       | 6       |
| 3º      | Progreso (Tinogasta)            | 9       | 6       | 3       | 0       | 3       | 7       | 9       | -2      |
| 4º      | Atlético Chilecito (Chilecito)  | 3       | 6       | 1       | 0       | 5       | 4       | 15      | -11     |

|  | Clasificado a la siguiente fase. |

| Atl. Policial | 2 - 1 | San Lorenzo de Alem |
| Progreso (T)  | 2 - 0 | Atl. Chilecito      |

| Progreso (T)        | 1 - 0 | Atl. Policial  |
| San Lorenzo de Alem | 1 - 0 | Atl. Chilecito |

| Progreso (T)   | 0 - 2 | San Lorenzo de Alem |
| Atl. Chilecito | 0 - 2 | Atl. Policial       |

| San Lorenzo de Alem | 0 - 2 | Progreso (T)   |
| Atl. Policial       | 5 - 0 | Atl. Chilecito |

| Atl. Policial  | 3 - 1 | Progreso (T)        |
| Atl. Chilecito | 0 - 4 | San Lorenzo de Alem |

| San Lorenzo de Alem | 2 - 0 | Atl. Policial |
| Atl. Chilecito      | 4 - 1 | Progreso (T)  |

Grupo 10
| Grupo 10 | Grupo 10                       | Grupo 10 | Grupo 10 | Grupo 10 | Grupo 10 | Grupo 10 | Grupo 10 | Grupo 10 | Grupo 10 |
| Equipo   | Equipo                         | Pts      | PJ       | PG       | PE       | PP       | GF       | GC       | DIF      |
| -------- | ------------------------------ | -------- | -------- | -------- | -------- | -------- | -------- | -------- | -------- |
| 1º       | Andino (La Rioja)              | 10       | 6        | 3        | 1        | 2        | 12       | 10       | 2        |
| 2º       | Independiente Villa Obrera     | 9        | 6        | 2        | 3        | 1        | 11       | 10       | 1        |
| 3º       | Juventud Alianza (Santa Lucía) | 8        | 6        | 2        | 2        | 2        | 10       | 8        | 2        |
| 4º       | Independiente (Chilecito)      | 5        | 6        | 1        | 2        | 3        | 6        | 11       | -5       |

|  | Clasificado a la siguiente fase. |

Nota: Andino fue descalificado por agresión a un árbitro.
| Andino           | 2 - 1 | Independiente (VO)        |
| Juventud Alianza | 3 - 0 | Independiente (Chilecito) |

| Independiente (VO)        | 1 - 1 | Juventud Alianza |
| Independiente (Chilecito) | 2 - 1 | Andino           |

| Independiente (VO) | 3 - 2 | Independiente (Chilecito) |
| Andino             | 3 - 1 | Juventud Alianza          |

| Independiente (Chilecito) | 1 - 1 | Independiente (VO) |
| Juventud Alianza          | 3 - 1 | Andino             |

| Juventud Alianza | 2 - 3 | Independiente (VO)        |
| Andino           | 3 - 1 | Independiente (Chilecito) |

| Independiente (VO)        | 2 - 2 | Andino           |
| Independiente (Chilecito) | 0 - 0 | Juventud Alianza |

Grupo 11
| Grupo 11 | Grupo 11                             | Grupo 11 | Grupo 11 | Grupo 11 | Grupo 11 | Grupo 11 | Grupo 11 | Grupo 11 | Grupo 11 |
| Equipo   | Equipo                               | Pts      | PJ       | PG       | PE       | PP       | GF       | GC       | DIF      |
| -------- | ------------------------------------ | -------- | -------- | -------- | -------- | -------- | -------- | -------- | -------- |
| 1º       | Desamparados (San Juan)              | 16       | 6        | 5        | 1        | 0        | 21       | 9        | 12       |
| 2º       | Atlético Concarán (Concarán)         | 10       | 6        | 3        | 1        | 2        | 10       | 12       | -2       |
| 3º       | Sportivo Pueyrredón (Villa Mercedes) | 6        | 6        | 2        | 0        | 4        | 9        | 14       | -5       |
| 4º       | Unión (Villa Krause)                 | 3        | 6        | 1        | 0        | 5        | 10       | 15       | -5       |

|  | Clasificado a la siguiente fase. |

| Desamparados   | 5 - 1 | Atl. Concarán |
| Sp. Pueyrredón | 3 - 1 | Unión (VK)    |

| Sp. Pueyrredón | 1 - 3 | Desamparados  |
| Unión (VK)     | 0 - 1 | Atl. Concarán |

| Desamparados  | 5 - 3 | Unión (VK)     |
| Atl. Concarán | 2 - 3 | Sp. Pueyrredón |

| Unión (VK)     | 3 - 4 | Desamparados  |
| Sp. Pueyrredón | 2 - 3 | Atl. Concarán |

| Desamparados  | 3 - 0 | Sp. Pueyrredón |
| Atl. Concarán | 2 - 1 | Unión (VK)     |

| Atl. Concarán | 1 - 1 | Desamparados   |
| Unión (VK)    | 2 - 0 | Sp. Pueyrredón |

Grupo 12
| Grupo 12 | Grupo 12                  | Grupo 12 | Grupo 12 | Grupo 12 | Grupo 12 | Grupo 12 | Grupo 12 | Grupo 12 | Grupo 12 |
| Equipo   | Equipo                    | Pts      | PJ       | PG       | PE       | PP       | GF       | GC       | DIF      |
| -------- | ------------------------- | -------- | -------- | -------- | -------- | -------- | -------- | -------- | -------- |
| 1º       | Deportivo Guaymallén      | 10       | 6        | 3        | 1        | 2        | 7        | 4        | 3        |
| 2º       | Atlético Palmira          | 10       | 6        | 3        | 1        | 2        | 4        | 2        | 2        |
| 3º       | SC Pacífico               | 8        | 6        | 2        | 2        | 2        | 5        | 5        | 0        |
| 4º       | Constitución (San Rafael) | 5        | 6        | 1        | 2        | 3        | 2        | 7        | -5       |

|  | Clasificado a la siguiente fase. |

| Deportivo Guaymallén | 1 - 0 | Atlético Palmira |
| SC Pacífico          | 2 - 1 | Constitución     |

| Constitución     | 1 - 0 | Deportivo Guaymallén |
| Atlético Palmira | 1 - 0 | SC Pacífico          |

| SC Pacífico      | 2 - 2 | Deportivo Guaymallén |
| Atlético Palmira | 2 - 0 | Constitución         |

| Deportivo Guaymallén | 1 - 0 | SC Pacífico      |
| Constitución         | 0 - 0 | Atlético Palmira |

| Deportivo Guaymallén | 3 - 0 | Constitución     |
| SC Pacífico          | 1 - 0 | Atlético Palmira |

| Atlético Palmira | 1 - 0 | Deportivo Guaymallén |
| Constitución     | 0 - 0 | SC Pacífico          |

Grupo 13
| Grupo 13 | Grupo 13                              | Grupo 13 | Grupo 13 | Grupo 13 | Grupo 13 | Grupo 13 | Grupo 13 | Grupo 13 | Grupo 13 |
| Equipo   | Equipo                                | Pts      | PJ       | PG       | PE       | PP       | GF       | GC       | DIF      |
| -------- | ------------------------------------- | -------- | -------- | -------- | -------- | -------- | -------- | -------- | -------- |
| 1º       | Estudiantes (Río Cuarto)              | 14       | 6        | 4        | 2        | 0        | 11       | 4        | 7        |
| 2º       | Atenas (Río Cuarto)                   | 11       | 6        | 3        | 2        | 1        | 14       | 11       | 3        |
| 3º       | Deportivo Arizona (Arizona)           | 4        | 6        | 1        | 1        | 4        | 6        | 8        | -2       |
| 4º       | Deportivoy Cultural Serrano (Labouye) | 4        | 6        | 1        | 1        | 4        | 5        | 13       | -8       |

|  | Clasificado a la siguiente fase. |

| Estudiantes  | 2 - 2 | Atenas           |
| Dep. Arizona | 2 - 0 | Cultural Serrano |

| Atenas       | 2 - 0 | Cultural Serrano |
| Dep. Arizona | 0 - 1 | Estudiantes      |

| Atenas      | 2 - 1 | Dep. Arizona     |
| Estudiantes | 2 - 0 | Cultural Serrano |

| Dep. Arizona     | 3 - 4 | Atenas      |
| Cultural Serrano | 1 - 4 | Estudiantes |

| Cultural Serrano | 4 - 3 | Atenas       |
| Estudiantes      | 1 - 0 | Dep. Arizona |

| Atenas           | 1 - 1 | Estudiantes  |
| Cultural Serrano | 0 - 0 | Dep. Arizona |

Grupo 14
| Grupo 14 | Grupo 14                          | Grupo 14 | Grupo 14 | Grupo 14 | Grupo 14 | Grupo 14 | Grupo 14 | Grupo 14 | Grupo 14 |
| Equipo   | Equipo                            | Pts      | PJ       | PG       | PE       | PP       | GF       | GC       | DIF      |
| -------- | --------------------------------- | -------- | -------- | -------- | -------- | -------- | -------- | -------- | -------- |
| 1º       | 9 de Julio (Morteros)             | 12       | 6        | 4        | 0        | 2        | 16       | 6        | 10       |
| 2º       | Sportivo Belgrano (San Francisco) | 9        | 6        | 2        | 3        | 1        | 8        | 7        | 1        |
| 3º       | Escuela Presidente Roca           | 8        | 6        | 2        | 2        | 2        | 10       | 12       | -2       |
| 4º       | Atlético Avellaneda               | 4        | 6        | 1        | 1        | 4        | 7        | 16       | -9       |

|  | Clasificado a la siguiente fase. |

| 9 de Julio (M)    | 3 - 1 | Sp. Belgrano    |
| Escuela Pte. Roca | 3 - 2 | Atl. Avellaneda |

| Atl. Avellaneda | 1 - 2 | 9 de Julio (M)    |
| Sp. Belgrano    | 1 - 1 | Escuela Pte. Roca |

| 9 de Julio (M) | 4 - 0 | Escuela Pte. Roca |
| Sp. Belgranoa  | 2 - 1 | Atl. Avellaneda   |

| Escuela Pte. Roca | 3 - 1 | 9 de Julio (M) |
| Atl. Avellaneda   | 1 - 1 | Sp. Belgranoa  |

| 9 de Julio (M)    | 7 - 0 | Atl. Avellaneda |
| Escuela Pte. Roca | 2 - 2 | Sp. Belgrano    |

| Sp. Belgrano    | 1 - 0 | 9 de Julio (M)    |
| Atl. Avellaneda | 2 - 1 | Escuela Pte. Roca |

Grupo 15
| Grupo 15 | Grupo 15                              | Grupo 15 | Grupo 15 | Grupo 15 | Grupo 15 | Grupo 15 | Grupo 15 | Grupo 15 | Grupo 15 |
| Equipo   | Equipo                                | Pts      | PJ       | PG       | PE       | PP       | GF       | GC       | DIF      |
| -------- | ------------------------------------- | -------- | -------- | -------- | -------- | -------- | -------- | -------- | -------- |
| 1º       | Alumni (Villa María)                  | 10       | 6        | 2        | 4        | 0        | 7        | 3        | 4        |
| 2º       | Complejo Deportivo (Justiniano Posse) | 9        | 6        | 2        | 3        | 1        | 9        | 7        | 2        |
| 3º       | Ateneo Vecinos (G. Cabrera)           | 7        | 6        | 1        | 4        | 1        | 8        | 7        | 1        |
| 4º       | 9 de Julio (Río Tercero)              | 3        | 6        | 0        | 3        | 3        | 4        | 11       | -7       |

|  | Clasificado a la siguiente fase. |

| Alumni         | 3 - 1 | Complejo Deportivo |
| Ateneo Vecinos | 3 - 1 | 9 de Julio (RT)    |

| 9 de Julio (RT)    | 1 - 1 | Alumni         |
| Complejo Deportivo | 3 - 2 | Ateneo Vecinos |

| Ateneo Vecinos  | 0 - 0 | Alumni             |
| 9 de Julio (RT) | 1 - 4 | Complejo Deportivo |

| Alumni             | 1 - 1 | Ateneo Vecinos  |
| Complejo Deportivo | 0 - 0 | 9 de Julio (RT) |

| Alumni         | 2 - 0 | 9 de Julio (RT)    |
| Ateneo Vecinos | 1 - 1 | Complejo Deportivo |

| Complejo Deportivo | 0 - 0 | Alumni         |
| 9 de Julio (RT)    | 1 - 1 | Ateneo Vecinos |

Grupo 16
| Grupo 16 | Grupo 16                         | Grupo 16 | Grupo 16 | Grupo 16 | Grupo 16 | Grupo 16 | Grupo 16 | Grupo 16 | Grupo 16 |
| Equipo   | Equipo                           | Pts      | PJ       | PG       | PE       | PP       | GF       | GC       | DIF      |
| -------- | -------------------------------- | -------- | -------- | -------- | -------- | -------- | -------- | -------- | -------- |
| 1º       | Sportivo Eldorado (Eldorado)     | 15       | 6        | 5        | 0        | 1        | 13       | 6        | 7        |
| 2º       | Huracán (Montecarlo)             | 8        | 6        | 2        | 2        | 2        | 9        | 9        | 0        |
| 3º       | Guaraní Antonio Franco (Posadas) | 7        | 6        | 2        | 1        | 3        | 6        | 6        | 0        |
| 4º       | River (Villa Bonita)             | 4        | 6        | 1        | 1        | 4        | 8        | 15       | -7       |

|  | Clasificado a la siguiente fase. |

| Sp. Eldorado      | 2 - 1 | Huracán (M) |
| Guaraní A. Franco | 3 - 1 | River (VB)  |

| River (VB)  | 3 - 2 | Sp. Eldorado      |
| Huracán (M) | 1 - 0 | Guaraní A. Franco |

| River (VB)   | 2 - 2 | Huracán (M)       |
| Sp. Eldorado | 2 - 1 | Guaraní A. Franco |

| Huracán (M)       | 3 - 2 | River (VB)   |
| Guaraní A. Franco | 0 - 1 | Sp. Eldorado |

| Sp. Eldorado      | 4 - 0 | River (VB)  |
| Guaraní A. Franco | 1 - 1 | Huracán (M) |

| Huracán (M) | 1 - 2 | Sp. Eldorado      |
| River (VB)  | 0 - 1 | Guaraní A. Franco |

### Grupos 17 a 24
Grupo 17
| Grupo 17 | Grupo 17                     | Grupo 17 | Grupo 17 | Grupo 17 | Grupo 17 | Grupo 17 | Grupo 17 | Grupo 17 | Grupo 17 |
| Equipo   | Equipo                       | Pts      | PJ       | PG       | PE       | PP       | GF       | GC       | DIF      |
| -------- | ---------------------------- | -------- | -------- | -------- | -------- | -------- | -------- | -------- | -------- |
| 1º       | Boca Unidos (Corrientes)     | 11       | 6        | 3        | 2        | 1        | 7        | 3        | 4        |
| 2º       | Candelaria (Candelaria)      | 11       | 6        | 3        | 2        | 1        | 7        | 4        | 3        |
| 3º       | Campo Grande (Misiones)      | 6        | 6        | 2        | 0        | 4        | 2        | 7        | -5       |
| 4º       | Crisol (Gobernador Virasoro) | 5        | 6        | 1        | 2        | 3        | 3        | 5        | -2       |

|  | Clasificado a la siguiente fase. |

| Boca Unidos  | 2 - 0 | Candelaria |
| Campo Grande | 0 - 1 | Crisol     |

| Crisol     | 0 - 1 | Boca Unidos  |
| Candelaria | 1 - 0 | Campo Grande |

| Boca Unidos | 2 - 0 | Campo Grande |
| Crisol      | 1 - 1 | Candelaria   |

| Candelaria   | 1 - 0 | Crisol      |
| Campo Grande | 1 - 0 | Boca Unidos |

| Boca Unidos  | 1 - 1 | Crisol     |
| Campo Grande | 3 - 0 | Candelaria |

| Candelaria | 1 - 1 | Boca Unidos  |
| Crisol     | 0 - 1 | Campo Grande |

Grupo 18
| Grupo 18 | Grupo 18                         | Grupo 18 | Grupo 18 | Grupo 18 | Grupo 18 | Grupo 18 | Grupo 18 | Grupo 18 | Grupo 18 |
| Equipo   | Equipo                           | Pts      | PJ       | PG       | PE       | PP       | GF       | GC       | DIF      |
| -------- | -------------------------------- | -------- | -------- | -------- | -------- | -------- | -------- | -------- | -------- |
| 1º       | A.P.I.N.T.A. (Mercedes)          | 13       | 6        | 4        | 1        | 1        | 13       | 8        | 5        |
| 2º       | Puente Seco (Paso de los Libres) | 9        | 6        | 3        | 0        | 3        | 10       | 8        | 2        |
| 3º       | Federación (Chajarí)             | 8        | 6        | 2        | 2        | 2        | 6        | 8        | -2       |
| 4º       | Victoria (Curuzú Cuatiá)         | 4        | 6        | 1        | 1        | 4        | 2        | 7        | -5       |

|  | Clasificado a la siguiente fase. |

| A.P.I.N.T.A. | 4 - 2 | Puente Seco |
| Federación   | 1 - 0 | Victoria    |

| Victoria    | 0 - 1 | A.P.I.N.T.A. |
| Puente Seco | 2 - 0 | Federación   |

| A.P.I.N.T.A. | 3 - 1 | Federación  |
| Victoria     | 1 - 0 | Puente Seco |

| Puente Seco | 1 - 0 | Victoria     |
| Federación  | 1 - 1 | A.P.I.N.T.A. |

| A.P.I.N.T.A. | 4 - 1 | Victoria    |
| Federación   | 3 - 2 | Puente Seco |

| Puente Seco | 3 - 0 | A.P.I.N.T.A. |
| Victoria    | 0 - 0 | Federación   |

Grupo 19
| Grupo 19 | Grupo 19                              | Grupo 19 | Grupo 19 | Grupo 19 | Grupo 19 | Grupo 19 | Grupo 19 | Grupo 19 | Grupo 19 |
| Equipo   | Equipo                                | Pts      | PJ       | PG       | PE       | PP       | GF       | GC       | DIF      |
| -------- | ------------------------------------- | -------- | -------- | -------- | -------- | -------- | -------- | -------- | -------- |
| 1º       | Atl. Uruguay (Concepción del Uruguay) | 12       | 6        | 3        | 3        | 0        | 10       | 4        | 6        |
| 2º       | Sportivo Las Heras (Concordia)        | 11       | 6        | 3        | 2        | 1        | 13       | 8        | 5        |
| 3º       | Central Entrerriano (Gualeguaychú)    | 7        | 6        | 2        | 1        | 3        | 8        | 7        | 1        |
| 4º       | Defensores del Sur (Federal)          | 3        | 6        | 1        | 0        | 5        | 7        | 19       | -12      |

|  | Clasificado a la siguiente fase. |

| Atlético Uruguay    | 0 - 0 | Sportivo Las Heras |
| Central Entrerriano | 4 - 2 | Defensores del Sur |

| Central Entrerriano | 1 - 1 | Atlético Uruguay   |
| Sportivo Las Heras  | 7 - 2 | Defensores del Sur |

| Atlético Uruguay    | 3 - 0 | Defensores del Sur |
| Central Entrerriano | 3 - 1 | Sportivo Las Heras |

| Sportivo Las Heras | 1 - 0 | Central Entrerriano |
| Defensores del Sur | 1 - 3 | Atlético Uruguay    |

| Atlético Uruguay   | 1 - 0 | Central Entrerriano |
| Defensores del Sur | 1 - 2 | Sportivo Las Heras  |

| Sportivo Las Heras | 2 - 2 | Atlético Uruguay    |
| Defensores del Sur | 1 - 0 | Central Entrerriano |

Grupo 20
| Grupo 20 | Grupo 20                         | Grupo 20 | Grupo 20 | Grupo 20 | Grupo 20 | Grupo 20 | Grupo 20 | Grupo 20 | Grupo 20 |
| Equipo   | Equipo                           | Pts      | PJ       | PG       | PE       | PP       | GF       | GC       | DIF      |
| -------- | -------------------------------- | -------- | -------- | -------- | -------- | -------- | -------- | -------- | -------- |
| 1º       | Deportivo Strobel (Strobel)      | 9        | 6        | 2        | 3        | 1        | 8        | 3        | 5        |
| 2º       | Atlético Paraná (Paraná)         | 9        | 6        | 2        | 3        | 1        | 6        | 7        | -1       |
| 3º       | Patronato (Paraná)               | 9        | 6        | 2        | 3        | 1        | 5        | 4        | 1        |
| 4º       | Atl. Hernandarias (Hernandarias) | 3        | 6        | 0        | 3        | 3        | 1        | 6        | -5       |

|  | Clasificado a la siguiente fase. |

| Deportivo Strobel | 1 - 2 | Atlético Paraná   |
| Patronato         | 2 - 0 | Atl. Hernandarias |

| Atl. Hernandarias | 1 - 1 | Deportivo Strobel |
| Atlético Paraná   | 1 - 1 | Patronato         |

| Patronato         | 0 - 0 | Deportivo Strobel |
| Atl. Hernandarias | 0 - 1 | Atlético Paraná   |

| Atlético Paraná   | 2 - 0 | Atl. Hernandarias |
| Deportivo Strobel | 2 - 0 | Patronato         |

| Deportivo Strobel | 0 - 0 | Atl. Hernandarias |
| Patronato         | 1 - 1 | Atlético Paraná   |

| Atlético Paraná   | 0 - 4 | Deportivo Strobel |
| Atl. Hernandarias | 0 - 1 | Patronato         |

Grupo 21
| Grupo 21 | Grupo 21                              | Grupo 21 | Grupo 21 | Grupo 21 | Grupo 21 | Grupo 21 | Grupo 21 | Grupo 21 | Grupo 21 |
| Equipo   | Equipo                                | Pts      | PJ       | PG       | PE       | PP       | GF       | GC       | DIF      |
| -------- | ------------------------------------- | -------- | -------- | -------- | -------- | -------- | -------- | -------- | -------- |
| 1º       | Textil Mandiyú (Corrientes)           | 14       | 6        | 4        | 2        | 0        | 6        | 1        | 5        |
| 2º       | 9 de Julio (Rafaela)                  | 10       | 6        | 3        | 1        | 2        | 10       | 5        | 5        |
| 3º       | Chaco For Ever (Resistencia)          | 10       | 6        | 3        | 1        | 2        | 8        | 7        | 1        |
| 4º       | Central Norte Argentino (Resistencia) | 0        | 6        | 0        | 0        | 6        | 4        | 15       | -11      |

|  | Clasificado a la siguiente fase. |

| Textil Mandiyú | 1 - 0 | 9 de Julio              |
| Chaco For Ever | 3 - 1 | Central Norte Argentino |

| Central Norte Argentino | 2 - 4 | 9 de Julio     |
| Chaco For Ever          | 1 - 1 | Textil Mandiyú |

| Chaco For Ever | 1 - 0 | 9 de Julio              |
| Textil Mandiyú | 1 - 0 | Central Norte Argentino |

| 9 de Julio              | 3 - 1 | Chaco For Ever |
| Central Norte Argentino | 0 - 2 | Textil Mandiyú |

| 9 de Julio     | 3 - 0 | Central Norte Argentino |
| Textil Mandiyú | 1 - 0 | Chaco For Ever          |

| 9 de Julio              | 0 - 0 | Textil Mandiyú |
| Central Norte Argentino | 1 - 2 | Chaco For Ever |

Grupo 22
| Grupo 22 | Grupo 22                       | Grupo 22 | Grupo 22 | Grupo 22 | Grupo 22 | Grupo 22 | Grupo 22 | Grupo 22 | Grupo 22 |
| Equipo   | Equipo                         | Pts      | PJ       | PG       | PE       | PP       | GF       | GC       | DIF      |
| -------- | ------------------------------ | -------- | -------- | -------- | -------- | -------- | -------- | -------- | -------- |
| 1º       | Chacra 8 (Formosa)             | 13       | 6        | 4        | 1        | 1        | 15       | 11       | 4        |
| 2º       | Atlético 1° de Mayo (Formosa)  | 8        | 6        | 2        | 2        | 2        | 7        | 8        | -1       |
| 3º       | Deportivo Pilcomayo (Clorinda) | 6        | 6        | 1        | 3        | 2        | 7        | 8        | -1       |
| 4º       | C.A.C.U. (Campo Largo)         | 5        | 6        | 1        | 2        | 3        | 13       | 15       | -2       |

|  | Clasificado a la siguiente fase. |

| Chacra 8            | 1 - 0 | Atl. 1.º de Mayo |
| Deportivo Pilcomayo | 3 - 2 | C.A.C.U.         |

| C.A.C.U.        | 4 - 6 | Chacra 8            |
| Atl. 1° de Mayo | 2 - 1 | Deportivo Pilcomayo |

| Chacra 8 | 1 - 1 | Deportivo Pilcomayo |
| C.A.C.U. | 3 - 1 | Atl. 1.º de Mayo    |

| Atl. 1.º de Mayo    | 0 - 0 | C.A.C.U. |
| Deportivo Pilcomayo | 0 - 1 | Chacra 8 |

| Chacra 8            | 3 - 2 | C.A.C.U.         |
| Deportivo Pilcomayo | 0 - 0 | Atl. 1.º de Mayo |

| Atl. 1° de Mayo | 4 - 3 | Chacra 8            |
| C.A.C.U.        | 2 - 2 | Deportivo Pilcomayo |

Grupo 23
| Grupo 23 | Grupo 23                    | Grupo 23 | Grupo 23 | Grupo 23 | Grupo 23 | Grupo 23 | Grupo 23 | Grupo 23 | Grupo 23 |
| Equipo   | Equipo                      | Pts      | PJ       | PG       | PE       | PP       | GF       | GC       | DIF      |
| -------- | --------------------------- | -------- | -------- | -------- | -------- | -------- | -------- | -------- | -------- |
| 1º       | Libertad (Sunchales)        | 15       | 6        | 5        | 0        | 1        | 17       | 8        | 9        |
| 2º       | San Jorge (Santa Fe)        | 12       | 6        | 4        | 0        | 2        | 14       | 13       | 1        |
| 3º       | Argentino Quilmes (Rafaela) | 9        | 6        | 3        | 0        | 3        | 13       | 12       | 1        |
| 4º       | Colón (San Justo)           | 0        | 6        | 0        | 0        | 6        | 5        | 16       | -11      |

|  | Clasificado a la siguiente fase. |

| Libertad          | 6 - 1 | San Jorge |
| Argentino Quilmes | 5 - 1 | Colón     |

| Colón     | 1 - 2 | Libertad          |
| San Jorge | 3 - 1 | Argentino Quilmes |

| Argentino Quilmes | 3 - 2 | Libertad |
| San Jorge         | 2 - 0 | Colón    |

| Libertad | 2 - 0 | Argentino Quilmes |
| Colón    | 1 - 3 | San Jorge         |

| Libertad          | 2 - 1 | Colón     |
| Argentino Quilmes | 2 - 3 | San Jorge |

| San Jorge | 2 - 3 | Libertad          |
| Colón     | 1 - 2 | Argentino Quilmes |

Grupo 24
| Grupo 24 | Grupo 24                           | Grupo 24 | Grupo 24 | Grupo 24 | Grupo 24 | Grupo 24 | Grupo 24 | Grupo 24 | Grupo 24 |
| Equipo   | Equipo                             | Pts      | PJ       | PG       | PE       | PP       | GF       | GC       | DIF      |
| -------- | ---------------------------------- | -------- | -------- | -------- | -------- | -------- | -------- | -------- | -------- |
| 1º       | Sportivo Las Parejas (Las Parejas) | 15       | 6        | 5        | 0        | 1        | 13       | 3        | 10       |
| 2º       | Americano (San Jorge)              | 12       | 6        | 4        | 0        | 2        | 12       | 8        | 4        |
| 3º       | La Perla del Oeste (Recreo)        | 9        | 6        | 3        | 0        | 3        | 13       | 6        | 7        |
| 4º       | Social Lavalle (Rosario)           | 0        | 6        | 0        | 0        | 6        | 5        | 26       | -21      |

|  | Clasificado a la siguiente fase. |

| Sp. Las Parejas    | 0 - 2 | Americano      |
| La Perla del Oeste | 4 - 0 | Social Lavalle |

| Americano      | 0 - 3 | La Perla del Oeste |
| Social Lavalle | 1 - 5 | Sp. Las Parejas    |

| Sp. Las Parejas | 2 - 0 | La Perla del Oeste |
| Americano       | 4 - 1 | Social Lavalle     |

| La Perla del Oeste | 0 - 2 | Sp. Las Parejas |
| Social Lavalle     | 2 - 5 | Americano       |

| La Perla del Oeste | 0 - 1 | Americano      |
| Sp. Las Parejas    | 2 - 0 | Social Lavalle |

| Americano      | 0 - 2 | Sp. Las Parejas    |
| Social Lavalle | 1 - 6 | La Perla del Oeste |

### Grupos 25 a 32
Grupo 25
| Grupo 25 | Grupo 25                 | Grupo 25 | Grupo 25 | Grupo 25 | Grupo 25 | Grupo 25 | Grupo 25 | Grupo 25 | Grupo 25 |
| Equipo   | Equipo                   | Pts      | PJ       | PG       | PE       | PP       | GF       | GC       | DIF      |
| -------- | ------------------------ | -------- | -------- | -------- | -------- | -------- | -------- | -------- | -------- |
| 1º       | Sporting (Punta Alta)    | 11       | 6        | 3        | 2        | 1        | 11       | 7        | 4        |
| 2º       | Rosario Puerto Belgrano  | 10       | 6        | 3        | 1        | 2        | 10       | 8        | 2        |
| 3º       | Alvarado (Mar del Plata) | 7        | 6        | 2        | 1        | 3        | 6        | 11       | -5       |
| 4º       | Banfield (Mar del Plata) | 6        | 6        | 2        | 0        | 4        | 8        | 9        | -1       |

|  | Clasificado a la siguiente fase. |

| Sporting (PA) | 1 - 0 | Rosario Puerto Belgrano |
| Alvarado      | 0 - 1 | Banfield                |

| Banfield                | 2 - 0 | Sporting (PA) |
| Rosario Puerto Belgrano | 1 - 2 | Alvarado      |

| Banfield | 1 - 2 | Rosario Puerto Belgrano |
| Alvarado | 0 - 0 | Sporting (PA)           |

| Rosario Puerto Belgrano | 2 - 1 | Banfield |
| Sporting (PA)           | 5 - 1 | Alvarado |

| Sporting (PA) | 3 - 2 | Banfield                |
| Alvarado      | 1 - 3 | Rosario Puerto Belgrano |

| Rosario Puerto Belgrano | 2 - 2 | Sporting (PA) |
| Banfield                | 1 - 2 | Alvarado      |

Grupo 26
| Grupo 26 | Grupo 26                        | Grupo 26 | Grupo 26 | Grupo 26 | Grupo 26 | Grupo 26 | Grupo 26 | Grupo 26 | Grupo 26 |
| Equipo   | Equipo                          | Pts      | PJ       | PG       | PE       | PP       | GF       | GC       | DIF      |
| -------- | ------------------------------- | -------- | -------- | -------- | -------- | -------- | -------- | -------- | -------- |
| 1º       | Independencia (Gonzales Chavez) | 10       | 6        | 3        | 1        | 2        | 9        | 9        | 0        |
| 2º       | Leandro N. Alem (Pringles)      | 10       | 6        | 3        | 1        | 2        | 10       | 13       | -3       |
| 3º       | Ferrocarril Sud (Tandil)        | 9        | 6        | 2        | 3        | 1        | 13       | 6        | 7        |
| 4º       | Mataderos (Necochea)            | 3        | 6        | 0        | 3        | 3        | 7        | 11       | -4       |

|  | Clasificado a la siguiente fase. |

| Independencia   | 2 - 1 | L.N. Alem |
| Ferrocarril Sud | 0 - 0 | Mataderos |

| Mataderos | 1 - 1 | Independencia   |
| L.N. Alem | 2 - 2 | Ferrocarril Sud |

| Ferrocarril Sud | 2 - 0 | Independencia |
| L.N. Alem       | 5 - 3 | Mataderos     |

| Independencia | 3 - 2 | Ferrocarril Sud |
| Mataderos     | 1 - 1 | L.N. Alem       |

| Independencia   | 3 - 2 | Mataderos |
| Ferrocarril Sud | 6 - 0 | L.N. Alem |

| Mataderos | 1 - 1 | Ferrocarril Sud |
| L.N. Alem | 1 - 0 | Independencia   |

Grupo 27
| Grupo 27 | Grupo 27                      | Grupo 27 | Grupo 27 | Grupo 27 | Grupo 27 | Grupo 27 | Grupo 27 | Grupo 27 | Grupo 27 |
| Equipo   | Equipo                        | Pts      | PJ       | PG       | PE       | PP       | GF       | GC       | DIF      |
| -------- | ----------------------------- | -------- | -------- | -------- | -------- | -------- | -------- | -------- | -------- |
| 1º       | Ramón Santamarina (Tandil)    | 15       | 6        | 5        | 0        | 1        | 17       | 10       | 7        |
| 2º       | San Vicente (Pinamar)         | 13       | 6        | 4        | 1        | 1        | 11       | 7        | 4        |
| 3º       | Ateneo Estrada (Ayacucho)     | 4        | 6        | 1        | 1        | 4        | 8        | 13       | -5       |
| 4º       | Ferrocarril Roca (Las Flores) | 3        | 6        | 1        | 0        | 5        | 8        | 14       | -6       |

|  | Clasificado a la siguiente fase. |

| Santamarina    | 1 - 3 | San Vicente      |
| Ateneo Estrada | 3 - 1 | Ferrocarril Roca |

| Ferrocarril Roca | 0 - 2 | Santamarina    |
| San Vicente      | 1 - 0 | Ateneo Estrada |

| Santamarina | 2 - 1 | Ateneo Estrada   |
| San Vicente | 1 - 0 | Ferrocarril Roca |

| Ateneo Estrada   | 2 - 5 | Santamarina |
| Ferrocarril Roca | 2 - 3 | San Vicente |

| Ateneo Estrada | 1 - 1 | San Vicente      |
| Santamarina    | 2 - 1 | Ferrocarril Roca |

| Ferrocarril Roca | 3 - 1 | Ateneo Estrada |
| San Vicente      | 2 - 3 | Santamarina    |

Grupo 28
| Grupo 28 | Grupo 28                    | Grupo 28 | Grupo 28 | Grupo 28 | Grupo 28 | Grupo 28 | Grupo 28 | Grupo 28 | Grupo 28 |
| Equipo   | Equipo                      | Pts      | PJ       | PG       | PE       | PP       | GF       | GC       | DIF      |
| -------- | --------------------------- | -------- | -------- | -------- | -------- | -------- | -------- | -------- | -------- |
| 1º       | Racing (Olavarría)          | 13       | 6        | 4        | 1        | 1        | 15       | 9        | 6        |
| 2º       | Bragado Club (Bragado)      | 8        | 6        | 2        | 2        | 2        | 9        | 12       | -3       |
| 3º       | 9 de Julio (Nueve de Julio) | 7        | 6        | 2        | 1        | 3        | 6        | 7        | -1       |
| 4º       | Unión Aparadero (Saladillo) | 5        | 6        | 1        | 2        | 3        | 6        | 8        | -2       |

|  | Clasificado a la siguiente fase. |

| Racing (O) | 5 - 1 | Bragado Club    |
| 9 de Julio | 1 - 0 | Unión Aparadero |

| Unión Aparadero | 1 - 1 | Racing (O) |
| Bragado Club    | 2 - 1 | 9 de Julio |

| Unión Aparadero | 3 - 4 | Bragado Club |
| Racing (O)      | 2 - 1 | 9 de Julio   |

| 9 de Julio   | 2 - 3 | Racing (O)      |
| Bragado Club | 2 - 1 | Unión Aparadero |

| Racing (O) | 1 - 2 | Unión Aparadero |
| 9 de Julio | 0 - 0 | Bragado Club    |

| Bragado Club | 2 - 3 | Racing (O)      |
| 9 de Julio   | 1 - 0 | Unión Aparadero |

Grupo 29
| Grupo 29 | Grupo 29                      | Grupo 29 | Grupo 29 | Grupo 29 | Grupo 29 | Grupo 29 | Grupo 29 | Grupo 29 | Grupo 29 |
| Equipo   | Equipo                        | Pts      | PJ       | PG       | PE       | PP       | GF       | GC       | DIF      |
| -------- | ----------------------------- | -------- | -------- | -------- | -------- | -------- | -------- | -------- | -------- |
| 1º       | Estrella de Berisso (Berisso) | 13       | 6        | 4        | 1        | 1        | 18       | 6        | 12       |
| 2º       | Atlético Chascomús            | 11       | 6        | 3        | 2        | 1        | 13       | 4        | 9        |
| 3º       | Defensores del Chaco          | 7        | 6        | 2        | 1        | 3        | 7        | 12       | -5       |
| 4º       | Sportivo José C. Paz          | 3        | 6        | 1        | 0        | 5        | 3        | 19       | -16      |

|  | Clasificado a la siguiente fase. |

| Estrella de Berisso  | 1 - 1 | Atlético Chascomús   |
| Defensores del Chaco | 2 - 1 | Sportivo José C. Paz |

| Sportivo José C. Paz | 2 - 1 | Estrella de Berisso  |
| Atlético Chascomús   | 4 - 1 | Defensores del Chaco |

| Defensores del Chaco | 0 - 2 | Estrella de Berisso  |
| Atlético Chascomús   | 6 - 0 | Sportivo José C. Paz |

| Estrella de Berisso  | 5 - 3 | Defensores del Chaco |
| Sportivo José C. Paz | 0 - 2 | Atlético Chascomús   |

| Estrella de Berisso  | 7 - 0 | Sportivo José C. Paz |
| Defensores del Chaco | 0 - 0 | Atlético Chascomús   |

| Atlético Chascomús   | 0 - 2 | Estrella de Berisso  |
| Sportivo José C. Paz | 0 - 1 | Defensores del Chaco |

Grupo 30
| Grupo 30 | Grupo 30                 | Grupo 30 | Grupo 30 | Grupo 30 | Grupo 30 | Grupo 30 | Grupo 30 | Grupo 30 | Grupo 30 |
| Equipo   | Equipo                   | Pts      | PJ       | PG       | PE       | PP       | GF       | GC       | DIF      |
| -------- | ------------------------ | -------- | -------- | -------- | -------- | -------- | -------- | -------- | -------- |
| 1º       | El Linqueño (Lincoln)    | 11       | 6        | 3        | 2        | 1        | 8        | 5        | 3        |
| 2º       | Rivadavia (Lincoln)      | 9        | 6        | 2        | 3        | 1        | 10       | 3        | 7        |
| 3º       | Club Mercedes (Mercedes) | 7        | 6        | 2        | 1        | 3        | 9        | 11       | -2       |
| 4º       | Compañía General (Salto) | 6        | 6        | 2        | 0        | 4        | 6        | 14       | -8       |

|  | Clasificado a la siguiente fase. |

| El Linqueño | 0 - 0 | Rivadavia        |
| Mercedes    | 3 - 0 | Compañía General |

| Compañía General | 2 - 1 | El Linqueño |
| Rivadavia        | 0 - 0 | Mercedes    |

| El Linqueño      | 4 - 3 | Mercedes  |
| Compañía General | 0 - 1 | Rivadavia |

| Rivadavia | 7 - 0 | Compañía General |
| Mercedes  | 2 - 1 | El Linqueño      |

| Mercedes    | 3 - 2 | Rivadavia        |
| El Linqueño | 2 - 0 | Compañía General |

| Rivadavia        | 0 - 0 | El Linqueño |
| Compañía General | 4 - 0 | Mercedes    |

Grupo 31
| Grupo 31 | Grupo 31                  | Grupo 31 | Grupo 31 | Grupo 31 | Grupo 31 | Grupo 31 | Grupo 31 | Grupo 31 | Grupo 31 |
| Equipo   | Equipo                    | Pts      | PJ       | PG       | PE       | PP       | GF       | GC       | DIF      |
| -------- | ------------------------- | -------- | -------- | -------- | -------- | -------- | -------- | -------- | -------- |
| 1º       | Juventud (Pergamino)      | 16       | 6        | 5        | 1        | 0        | 11       | 3        | 8        |
| 2º       | Sportivo Barracas (Colón) | 9        | 6        | 3        | 0        | 3        | 10       | 9        | 1        |
| 3º       | Paraná FC (Paraná)        | 8        | 6        | 2        | 2        | 2        | 6        | 6        | 0        |
| 4º       | San Carlos (Sarmiento)    | 1        | 6        | 0        | 1        | 5        | 4        | 13       | -9       |

|  | Clasificado a la siguiente fase. |

| Juventud  | 3 - 1 | Sp. Barracas |
| Paraná FC | 2 - 1 | San Carlos   |

| San Carlos   | 0 - 2 | Juventud  |
| Sp. Barracas | 1 - 0 | Paraná FC |

| Paraná FC    | 0 - 1 | Juventud   |
| Sp. Barracas | 1 - 0 | San Carlos |

| Juventud   | 0 - 0 | Paraná FC    |
| San Carlos | 2 - 2 | Sp. Barracas |

| Paraná FC | 2 - 1 | Sp. Barracas |
| Juventud  | 2 - 0 | San Carlos   |

| San Carlos   | 2 - 2 | Paraná FC |
| Sp. Barracas | 2 - 3 | Juventud  |

Grupo 32
| Grupo 32 | Grupo 32                               | Grupo 32 | Grupo 32 | Grupo 32 | Grupo 32 | Grupo 32 | Grupo 32 | Grupo 32 | Grupo 32 |
| Equipo   | Equipo                                 | Pts      | PJ       | PG       | PE       | PP       | GF       | GC       | DIF      |
| -------- | -------------------------------------- | -------- | -------- | -------- | -------- | -------- | -------- | -------- | -------- |
| 1º       | Aprendices Casildenses (Casilda)       | 14       | 6        | 4        | 2        | 0        | 15       | 6        | 9        |
| 2º       | La Emilia (San Nicolás)                | 13       | 6        | 4        | 1        | 1        | 14       | 9        | 5        |
| 3º       | Defensores Unidos (Rosario)            | 4        | 6        | 1        | 1        | 4        | 11       | 15       | -4       |
| 4º       | Defensores de Belgrano (Villa Ramallo) | 3        | 6        | 1        | 0        | 5        | 8        | 18       | -10      |

|  | Clasificado a la siguiente fase. |

| Aprendices Casildenses | 1 - 1 | La Emilia              |
| Defensores Unidos      | 3 - 2 | Defensores de Belgrano |

| Defensores de Belgrano | 1 - 4 | Aprendices Casildenses |
| La Emilia              | 2 - 1 | Defensores Unidos      |

| Aprendices Casildenses | 3 - 0 | Defensores de Belgrano |
| Defensores Unidos      | 2 - 4 | La Emilia              |

| Defensores Unidos | 2 - 3 | Aprendices Casildenses |
| La Emilia         | 3 - 0 | Defensores de Belgrano |

| Aprendices Casildenses | 3 - 0 | Defensores de Belgrano |
| Defensores Unidos      | 2 - 4 | La Emilia              |

| La Emilia              | 1 - 3 | Aprendices Casildenses |
| Defensores de Belgrano | 3 - 2 | Defensores Unidos      |

## Fase de eliminaciones directas
Clasificaron a esta fase un total de sesenta y cuatro (64) equipos, los cuales fueron divididos en dos cuadros de treinta y dos (32) clubes cada uno, emparejados en choques de ida y vuelta por eliminación directa. Los ganadores de cada cuadro lograron el ascenso directo al Torneo Argentino A.

### Primer ascenso
| Local - Ida                           | Global        | Local - Vuelta           | Ida   | Vuelta |
| ------------------------------------- | ------------- | ------------------------ | ----- | ------ |
| Altos Hornos Zapla                    | 1 - 5         | Central Norte            | 1 - 3 | 0 - 2  |
| Sportivo Rivadavia (El Carmen)        | 0 - 4         | Atlético Ledesma         | 0 - 2 | 0 - 2  |
| Sarmiento (La Banda)                  | (4) 1 - 1 (5) | Concepción FC            | 0 - 0 | 1 - 1  |
| Atlético Concepción                   | 2 - 3         | San Lorenzo de Alem      | 2 - 1 | 0 - 2  |
| 9 de Julio (Rafaela)                  | (2) 1 - 1 (3) | 9 de Julio (Morteros)    | 0 - 0 | 1 - 1  |
| Sportivo Belgrano (San Francisco)     | 6 - 4         | Libertad (Sunchales)     | 1 - 1 | 5 - 3  |
| Atenas (Río Cuarto)                   | (3) 3 - 3 (4) | Alumni (Villa María)     | 2 - 1 | 1 - 2  |
| Complejo Deportivo (Justiniano Posse) | 4 - 1         | Estudiantes (Río Cuarto) | 2 - 1 | 2 - 0  |
| Huracán (Montecarlo)                  | 4 - 3         | Boca Unidos              | 4 - 2 | 0 - 1  |
| Puente Seco (Paso de Los Libres)      | 1 - 2         | Sportivo Eldorado        | 1 - 2 | 0 - 0  |
| Atlético Candelaria                   | 3 - 1         | Chacra 8                 | 0 - 0 | 3 - 1  |
| Atlético 1.º de Mayo                  | 2 - 4         | Textil Mandiyú           | 1 - 1 | 1 - 3  |
| Sportivo Las Heras                    | 5 - 1         | A.P.I.N.T.A.             | 3 - 1 | 2 - 0  |
| Atlético Paraná                       | 1 - 6         | Atlético Uruguay         | 0 - 3 | 1 - 3  |
| San Jorge (Santa Fe)                  | (4) 2 - 2 (5) | Sportivo Las Parejas     | 1 - 1 | 1 - 1  |
| Americano                             | 2 - 6         | Deportivo Strobel        | 1 - 2 | 1 - 4  |

| Local - Ida           | Global        | Local - Vuelta                        | Ida     | Vuelta |
| --------------------- | ------------- | ------------------------------------- | ------- | ------ |
| Central Norte         | (4) 2 - 2 (2) | Atlético Ledesma                      | 0 - 0   | 2 - 2  |
| Concepción FC         | 2 - 1         | San Lorenzo de Alem                   | 2 - 0   | 0 - 1  |
| 9 de Julio (Morteros) | 0 - 1         | Sportivo Belgrano (San Francisco)     | 0 - 1   | 0 - 0  |
| Alumni (Villa María)  | 2 - 0         | Complejo Deportivo (Justiniano Posse) | 2 - 0   | 0 - 0  |
| Huracán (Montecarlo)  | (5) 2 - 2 (4) | Sportivo Eldorado                     | 2 - 0   | 0 - 2  |
| Atlético Candelaria   | 2 - 1         | Textil Mandiyú                        | 1 - 0   | 1 - 1  |
| Sportivo Las Heras    | (3) 1 - 1 (4) | Atlético Uruguay                      | PP - PP | 1 - 1  |
| Sportivo Las Parejas  | (5) 1 - 1 (4) | Deportivo Strobel                     | 1 - 1   | 0 - 0  |

| Local - Ida                       | Global | Local - Vuelta       | Ida   | Vuelta |
| --------------------------------- | ------ | -------------------- | ----- | ------ |
| Central Norte                     | 1 - 3  | Concepción FC        | 0 - 0 | 1 - 3  |
| Sportivo Belgrano (San Francisco) | 0 - 1  | Alumni (Villa María) | 0 - 0 | 0 - 1  |
| Huracán (Montecarlo)              | 3 - 4  | Atlético Candelaria  | 2 - 2 | 1 - 2  |
| Atlético Uruguay                  | 3 - 2  | Sportivo Las Parejas | 3 - 1 | 0 - 1  |

|  | Semifinales          | Semifinales    | Semifinales          |   |            | Final           | Final           | Final           |  |
|  | 9 y 16 de mayo       | 9 y 16 de mayo | 9 y 16 de mayo       |   |            | 23 y 30 de mayo | 23 y 30 de mayo | 23 y 30 de mayo |  |
|  |                      |                |                      |   |            |                 |                 |                 |  |
|  |                      |                |                      |   |            |                 |                 |                 |  |
|  | Candelaria           | 2              | 0                    |   |            |                 |                 |                 |  |
|  | Candelaria           | 2              | 0                    |   |            |                 |                 |                 |  |
|  | Atlético Uruguay     | 1              | 0                    |   |            |                 |                 |                 |  |
|  | Atlético Uruguay     | 1              | 0                    |   | Candelaria | 2               | 0               |                 |  |
|  |                      |                |                      |   | Candelaria | 2               | 0               |                 |  |
|  |                      |                | Alumni (Villa María) | 0 | 1          |                 |                 |                 |  |
|  | Concepción           | 0              | Alumni (Villa María) | 0 | 1          | 1               |                 |                 |  |
|  | Concepción           | 0              |                      |   |            | 1               |                 |                 |  |
|  | Alumni (Villa María) | 1              | 2                    |   |            |                 |                 |                 |  |
|  | Alumni (Villa María) | 1              | 2                    |   |            |                 |                 |                 |  |
|  |                      |                |                      |   |            |                 |                 |                 |  |

Candelaria asciende al Torneo Argentino A, Alumni debe jugar promoción.

### Segundo ascenso
| Local - Ida                        | Global        | Local - Vuelta                | Ida   | Vuelta |
| ---------------------------------- | ------------- | ----------------------------- | ----- | ------ |
| Estrella (Berisso)                 | 4 - 2         | San Vicente (Pinamar)         | 3 - 1 | 1 - 1  |
| Atlético Chascomús                 | 2 - 5         | Deportivo Santamarina         | 1 - 2 | 1 - 3  |
| Rosario Puerto Belgrano            | (4) 1 - 1 (3) | L. N. Alem (Coronel Pringles) | 1 - 1 | 0 - 0  |
| Independencia                      | 2 - 10        | Sporting (Punta Alta)         | 1 - 6 | 1 - 4  |
| Centenario                         | 3 - 2         | Huracán (Comodoro Rivadavia)  | 3 - 1 | 0 - 1  |
| Bancruz                            | 0 - 4         | Deportivo Madryn              | 0 - 3 | 0 - 1  |
| Jorge Newbery (Comodoro Rivadavia) | 1 - 3         | Sol de Mayo                   | 0 - 1 | 1 - 2  |
| Deportivo Roca                     | 2 - 6         | Deportivo Mac Allister        | 1 - 2 | 1 - 4  |
| Sportivo Barracas (Colón)          | 2 - 4         | Aprendices Casildenses        | 1 - 3 | 1 - 1  |
| La Emilia (San Nicolás)            | 1 - 3         | Juventud (Pergamino)          | 0 - 1 | 1 - 2  |
| Bragado Club                       | 1 - 5         | El Linqueño                   | 1 - 1 | 0 - 4  |
| Rivadavia (Lincoln)                | 2 - 5         | Racing (Olavarría)            | 1 - 2 | 1 - 3  |
| Atlético Policial                  | (5) 0 - 0 (6) | Villa Dolores                 | 0 - 0 | 0 - 0  |
| Atlético Concarán                  | 4 - 3         | Independiente (Villa Obrera)  | 4 - 2 | 0 - 1  |
| Juventud Alianza                   | 0 - 2         | Deportivo Guaymallén          | 0 - 2 | 0 - 0  |
| Atlético Palmira                   | 1 - 5         | Desamparados                  | 1 - 1 | 0 - 4  |

| Local - Ida             | Global        | Local - Vuelta         | Ida   | Vuelta |
| ----------------------- | ------------- | ---------------------- | ----- | ------ |
| Estrella (Berisso)      | 1 - 5         | Deportivo Santamarina  | 0 - 4 | 1 - 1  |
| Rosario Puerto Belgrano | 3 - 1         | Sporting (Punta Alta)  | 2 - 0 | 1 - 1  |
| Centenario              | 2 - 4         | Deportivo Madryn       | 1 - 1 | 1 - 3  |
| Sol de Mayo             | 0 - 4         | Deportivo Mac Allister | 0 - 0 | 0 - 4  |
| Aprendices Casildenses  | (2) 1 - 1 (3) | Juventud (Pergamino)   | 0 - 0 | 1 - 1  |
| El Linqueño             | 7 - 3         | Racing (Olavarría)     | 5 - 0 | 2 - 3  |
| Villa Dolores           | 1 - 2         | Atlético Concarán      | 1 - 2 | 0 - 0  |
| Deportivo Guaymallén    | 0 - 2         | Desamparados           | 0 - 2 | 0 - 0  |

| Local - Ida             | Global        | Local - Vuelta         | Ida   | Vuelta |
| ----------------------- | ------------- | ---------------------- | ----- | ------ |
| Rosario Puerto Belgrano | (5) 3 - 3 (3) | Deportivo Santamarina  | 3 - 0 | 0 - 3  |
| Deportivo Madryn        | 8 - 3         | Deportivo Mac Allister | 5 - 0 | 3 - 3  |
| Juventud (Pergamino)    | 2 - 3         | El Linqueño            | 1 - 1 | 1 - 2  |
| Atlético Concarán       | 2 - 5         | Desamparados           | 2 - 3 | 0 - 2  |

|  | Semifinales             | Semifinales    | Semifinales    |   |                         | Final           | Final           | Final           |  |
|  | 9 y 16 de mayo          | 9 y 16 de mayo | 9 y 16 de mayo |   |                         | 23 y 30 de mayo | 23 y 30 de mayo | 23 y 30 de mayo |  |
|  |                         |                |                |   |                         |                 |                 |                 |  |
|  |                         |                |                |   |                         |                 |                 |                 |  |
|  | Deportivo Madryn        | 2              | 0              |   |                         |                 |                 |                 |  |
|  | Deportivo Madryn        | 2              | 0              |   |                         |                 |                 |                 |  |
|  | Rosario Puerto Belgrano | 1              | 2              |   |                         |                 |                 |                 |  |
|  | Rosario Puerto Belgrano | 1              | 2              |   | Rosario Puerto Belgrano | 0               | 3               |                 |  |
|  |                         |                |                |   | Rosario Puerto Belgrano | 0               | 3               |                 |  |
|  |                         |                | Desamparados   | 4 | 2                       |                 |                 |                 |  |
|  | El Linqueño             | 1              | Desamparados   | 4 | 2                       | 0 (1)           |                 |                 |  |
|  | El Linqueño             | 1              |                |   |                         | 0 (1)           |                 |                 |  |
|  | Desamparados (p)        | 0              | 1 (3)          |   |                         |                 |                 |                 |  |
|  | Desamparados (p)        | 0              | 1 (3)          |   |                         |                 |                 |                 |  |
|  |                         |                |                |   |                         |                 |                 |                 |  |

Desamparados asciende al Torneo Argentino A, Rosario Puerto Belgrano debe jugar promoción.

## Promociones de Ascenso
Los equipos perdedores de las finales disputaron la posibilidad de ascender mediante duelos de promoción contra dos equipos provenientes del Torneo Argentino A 2002/03.
Se agruparon dos equipos de diferente categoría, donde tenía ventaja deportiva el equipo proveniente de la categoría superior.
| Rosario Puerto Belgrano                                                        | 3 - 0 | 13 de Junio (Pirané)    | 13 de junio |
| 13 de Junio (Pirané)                                                           | 1 - 0 | Rosario Puerto Belgrano | 20 de junio |
| Rosario Puerto Belgrano ascendie al Torneo Argentino A con un global de 3 - 1. |       |                         |             |

| Alumni (Villa María)                                                      | 1 - 1 | Gimnasia y Tiro      | 13 de junio |
| Gimnasia y Tiro                                                           | 2 - 1 | Alumni (Villa María) | 20 de junio |
| Gimnasia y Tiro permanece en el Torneo Argentino A con un global de 3 - 2 |       |                      |             |